# متئو نوسکا

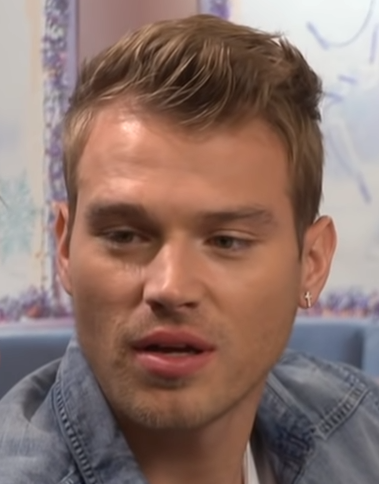
متئو نوسکا - ۲۰۱۹

متئو نوسکا (زاده ۲۷ اکتبر سال ۱۹۹۲میلادی)؛ مدل و بازیگر اهل کشور آمریکا است.

## زندگی شخصی
متئو نوسکا در ایالت پنسیلوانیا به دنیا آمد و سپس به همراه خانواده به نیویورک نقل مکان کردند. وی در دانشگاه (پارک یونیورسیتی) عضو تیم بسکتبال بود و از همان دانشگاه نیز از رشته بیزینس فارغ‌التحصیل شد.

## مشهور شدن متئو
متئو شهرت خود را مدیون دوست خانوادگی خود، مایک است.متئو درحالی که برای تعمیر شیروانی به خانه مایک رفته بود، مایک با گرفتن عکس از او و قرار دادن آن در شبکه اجتماعی اینستاگرام، متوجه بازخوردهای خوبی نسبت به او شد. چند روز بعد متئو نوسکا با آژانس مدلینگ نیویورک قرارداد امضا کرد.